# Merops viridis
El abejaruco gorgiazul o de garganta azul (Merops viridis) es una especie de ave coraciforme de la familia Meropidae que se encuentra en Brunéi, Camboya, China, Hong Kong, Indonesia, Laos, Malasia, Filipinas, Singapur, Taiwán, Tailandia y Vietnam.

## Hábitat
Vive en los bosques y manglares tropicales y subtropicales hasta los 750 m s. n. m. Migran durante la temporada reproductiva, cuando se les encuentra también en terrenos abiertos, prados, bancos de arena y playas.

## Descripción
Mide 21 a 30 cm de longitud. Las plumas centrales de la cola alcanzan hasta 9 cm. Pesa 34 a 41 g. El pico es largo y curvado. Presenta el píleo y la nuca de color castaño oscuro rojizo, con una banda negra de la base del pico hasta los oídos; el mentón y la garganta son de color azul; las alas verde oscuro; el pecho y el vientre verde claro; la espalda, la grupa y la cola azul claro.

## Alimentación
Su dieta está compuesta por insectos, principalmente himenópteros (hormigas, abejas, abejorros y avispas), pero también escarabajos, libélulas, ortópteros (saltamontes, langostas, saltamontes y grillos) y mariposas.

## Reproducción
El macho ofrece un insecto a la hembra, a veces varios y cuando ella acepta el cortejo, la cópula tiene lugar con el macho batiendo sus alas para mantener el equilibrio mientras que la hembra se sostiene firmemente a una percha. Anidan luego en colonias numerosas. Cada pareja construye el nido cavando en bancos de arena túneles de 1,5 a 4,5 m de largo y 7 cm de ancho, que terminan en una cámara de 10 cm de diámetro y 40 cm profundidad. La hembra pone entre uno y cinco huevos blancos brillantes redondos. generalmente tres, que miden en promedio  23,1 x 20,3 mm. Los huevos eclosionan después de 24 días y los pichones abandonan el nido un mes después.

## Taxonomía
La subespecie M. v. americanus de las Filipinas es a veces considerada una especie diferente M. americanus. 